# Elis Regina
Elis Regina (Porto Alegre, 1945. március 17. – São Paulo, 1982. január 19.) brazíl dzsesszénekesnő.

## Pályakép
1965-ben vált országosan ismertté, amikor elénekelte az „Arrastão” című dalt (Edu Lobo és Vinícius de Moraes szerzeményét) a TV Excelsior fesztivál dalversenyén.
Hamarosan bekerült az „O Fino da Bossa” cínmű televíziós műsorba. Dalai tolmácsolását és az előadásokban való szereplését hamar elismerték.
1982-ben − alig harmadik házasságkötése után − alkohol és a kokain egyidejű fogyasztása következtében meghalt.

## Albumok
- Viva a Brotolândia (1961)
- Poema de Amor (1962)
- Elis Regina (1963)
- Samba - Eu Canto Assim! (live; 1965)
- Elis Regina e Zimbo Trio: O Fino do Fino (Live; 1965)
- km.: Jair Rodrigues: Dois na Bossa (Live; 1965)
- Elis (1966)
- km.: Jair Rodrigues: Dois na Bossa n°2 (Live; 1966)
- km.: Jair Rodrigues: Dois na Bossa n°3 (Live; 1967)
- Elis Especial (1968)
- Elis, Como e Porque (1969)
- Toots Thielemans e Elis Regina: Aquarela do Brasil (1969)
- Elis Regina in London (1969)
- Em Pleno Verão (1970)
- Miele, Ronaldo Boscôli, Roberto Menescal,..: Elis no Teatro da Praia (Live; 1970)
- Ela (1971)
- Elis (1972)
- Elis (1973)
- km.: Antônio Carlos Jobim: Elis & Tom (1974)
- Elis (1974)
- Falso Brilhante (1976)
- Elis (1977)
- Transversal do Tempo (Live; 1978)
- Elis Especial (1979)
- Elis, Essa Mulher (1979)
- Hermeto Pascoal: Montreux Jazz Festival (Live; 1979, 1982)
- Elis (1980)
- Saudade do Brasil (1980)
- Trem Azul (Live; 1981)

### Posztumusz
- 1982: Montreux Jazz Festival
- 1982: Trem Azul
- 1984: Luz das Estrelas
- 1995: Elis ao Vivo
- 1998: Elis Vive
- 2012: Um Dia

## Filmek
- Elis Regina az IMDb-n